# オールセラミック

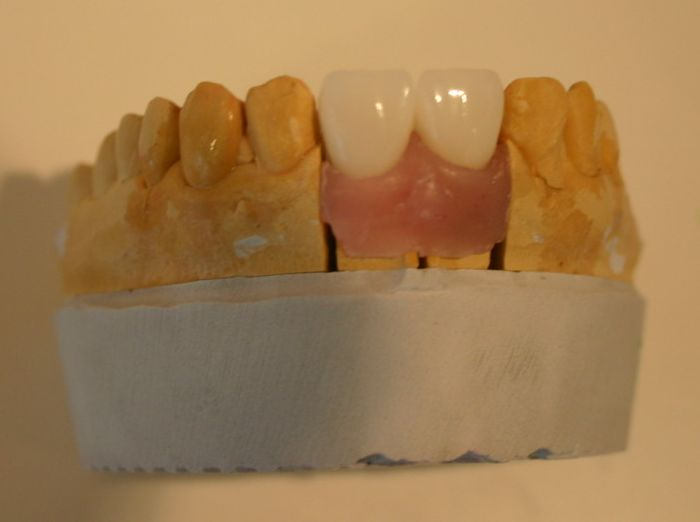
ガム模型上で製作されたオールセラミック

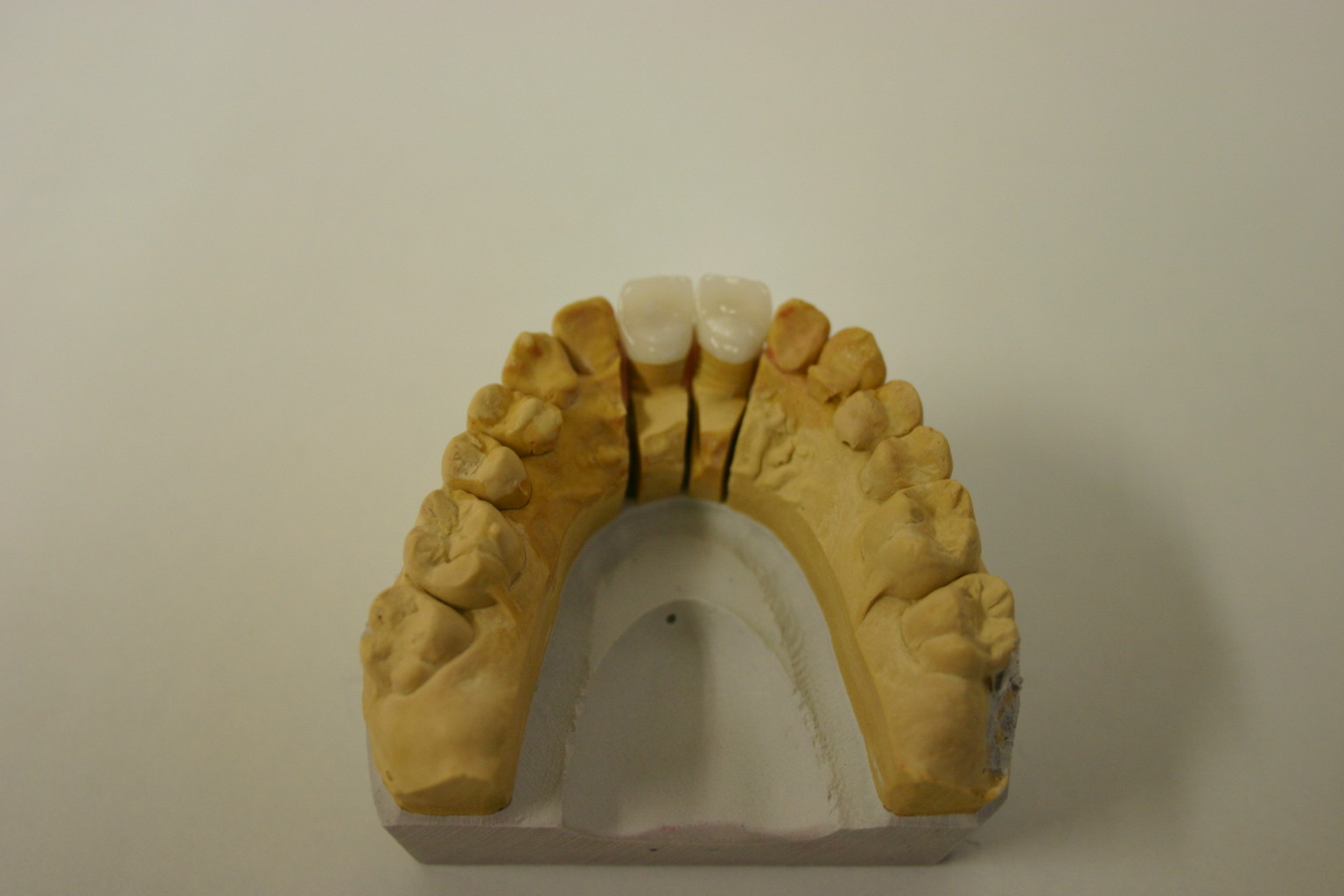
オールセラミック咬合面観

オールセラミックは、歯のクラウン（かぶせ物、差し歯）やブリッジ治療における金属を使用しない最新の治療法。
歯のクラウンおよびブリッジ治療においては十分な強度を確保する必要がある。
通常、前歯には裏側に金属加工したプラスティックやセラミックが、奥歯には金属のかぶせ物または金属加工したセラミックが使用される。また、ブリッジ治療においても、欠損した歯の両側の歯を削ってから金属でクラウンを連結する。これらの手法においては、金属アレルギーや歯肉の後退等による金属の露出によるブラックラインの出現等、いくつかの問題が報告されている。
そこで、金属と同等以上の強度を持つジルコニアやアルミナなどのファインセラミックスを歯科に応用し、CAD/CAMやそれらと連動した削りだし機器を用いることで、ジルコニア・セラミックスによる歯のクラウンおよびブリッジ治療が可能となった。これは金属アレルギーやブラックライン出現リスクの回避のみならず、審美歯科の観点からも有用である。

## 歴史
日本国内において、ジルコニア・セラミックスによる治療は2005年にデンツプライ社によりセルコンという名称で厚生労働省の医療用具としての認可を経て開始された。海外では2002年より現在まで200万人以上が使用している。
2006年度以降、その他国内外の歯科関連会社が新たに参入しており、今後の歯科治療において、金属に変わる素材としてジルコニアは大きな期待をされている。

## 評価
現時点で世界の主流として使用されているセラミックとしてはエンプレスがある。ジルコニアよりは強度は落ちると考えられるが、審美的に優れた高強度のセラミックとしての歴史的な評価は非常に高い。
一般に審美性重視であればエンプレス、強度重視であればジルコニアとの意見もあるが、ジルコニアをコア材と考えた場合、築盛する陶材の強度こそ重要である。また材料学的問題より、印象採得による得られた模型の精確性や咬合接触関係の再建等、治療の精度こそ長期的な予後の安定につながるのは自明のことで、使用材料にあまりに重きを置いた修復計画は破綻を招くものとなろう。材料の優劣には見解に相違がある。